# Ferry Julyot
Ferry Julyot (* 16. Jahrhundert in Besançon; † 16. Jahrhundert) war ein französischer Dichter der Franche-Comté.

## Leben und Werk
Ferry Julyot war Schüler und Freund des an der Universität Dole lehrenden Juristen Charles Dumoulin. Er wurde Notar in Besançon und veröffentlichte 1557 in der Manier von Clément Marot die „Elegien des schönen Mädchens, das seiner verlorenen Unschuld nachweint“. Das im Regionalfranzösisch von Besançon abgefasste lange Gedicht in der Tradition der Gerichtsprozessparodien war wegen seiner realistischen Details bereits Charles Nodier aufgefallen. Der Text wurde 1873 von Ernest Courbet (1837–1916) herausgegeben. Eine moderne Edition fehlt.

## Werke
- Élégies de la belle fille, lamentant sa virginité perdue, avec plusieurs épistres, épigrammes, instructions & traductions morales, composées par Ferry Julyot de la Cité impériale de Bezanson. Jacques Estauge, Basel 1557.
  - (Teildruck) Les Élégies de la belle fille lamentant sa virginité perdue. Hrsg. Ernest Courbet. A. Lemerre, Paris 1868.
  - Les Élégies de la belle fille lamentant sa virginité perdue. Réimpression complète publiée d’après l’édition originale de 1557, avec notice, éclaircissements et index. Hrsg. Ernest Courbet. L. Willem, Paris 1873, 1883.